# Sascha Simchowitz
Sascha Simchowitz (eigentlich Schachne Wulf Simchowitz geboren am 1. September 1864 in Minsk; gestorben am 20. Juli 1930 in Köln) war ein jüdischer Arzt, Dramaturg, Schriftsteller und Theaterwissenschaftler.

## Leben
Sascha Simchowitz wurde als Sohn von Chaim Eliezer Simchowitz und Rifka Mirka Isserles geboren. Er absolvierte zunächst ein Medizin-Studium und studierte später Literatur, Kunstgeschichte und Philosophie in Königsberg, Jena und Berlin. Nach Abschluss seiner universitären Ausbildung und Promotion 1889 in Jena begann er eine journalistische Laufbahn in Berlin. 1893 übersiedelte er nach Köln und eröffnete eine eigene Praxis. Arbeitete gleichzeitig als Theaterkritiker unter anderem für die Rheinische Zeitung. 1904 engagierte ihn Otto Purschian, der damalige Direktor der Städtischen Bühnen Köln, als Dramaturg. Diese Stellung behielt Simchowitz über nahezu 27 Jahre bis zu seinem Tode 1930. Unter seinem Einfluss entstanden ab der Spielzeit 1921/22 die ersten Programmhefte der Vereinigte Stadttheater Köln die über die Angabe von Inhalt und Besetzung hinausgingen. Ab der Spielzeit 1926/27 erschienen die Illustrierten Blätter der Vereinigten Stadttheater, die auch allgemeine und zusätzliche Informationen und Theaterthemen aufgriffen. Unter seinem Einfluss erschien 1928 erstmals die ausführliche Kölner Theaterzeitschrift Die Tribüne.
Zudem galt Sascha Simchowitz als Experte für russische und russisch-jüdische Literatur und unterrichtete ab 1900 Literaturgeschichte und Theaterkunde. Ab 1904 erhielt er einen Lehrauftrag für Literaturwissenschaft an der Kölner Handelshochschule. 1920 übernahm er an der Universität zu Köln das neue Fach der Theaterkunde und wurde damit zu einem der Begründer der Theaterwissenschaft in Deutschland. Sascha Simchowitz war prägend in der Kölner Theaterlandschaft und war der erste, der ein Stück von Bertolt Brecht auf die Kölner Bühnen brachte. Er veröffentlichte Werke über Richard Dehmel (1902), Maxim Gorki (1907), Die jüdisch-deutsche Literatur (1910) sowie über Gustave Flaubert (1913).  Des Weiteren engagierte sich Sascha Simchowitz in der Genossenschaft Deutscher Bühnen-Angehöriger.
Sascha Simchowitz wurde auf dem Jüdischen Friedhof in Köln-Bocklemünd (Flur 19 Nr. 52) beerdigt.

## Familie und Gedenken
Sascha Simchowitz war mit Betty Bathseba Simchowitz (geb. Theodor), geb. 1865, verheiratet. Gemeinsam hatten sie einen Sohn, Hermann Simchowitz. Hermann Simchowitz (geboren 1900) studierte ebenfalls Medizin, promovierte in Oxford und war 1932/33 Assistenzarzt am Zentralröntgeninstitut der Kölner Universitätsklinik. Er konnte nach der Machtergreifung der Nationalsozialisten 1934/35 an die Universität Paris wechseln und ab 1935 nach Glasgow. Von dort wanderte er vermutlich 1937 in die USA aus und änderte seinen Nachnamen in Sims. Zuletzt lebte er in Genf.  Betty Bathseba Simchowitz war es nicht möglich auszuwandern. Sie wurde mit dem 1. Kölner Transport III/1 am 15. Juni 1942 in das Ghetto Theresienstadt deportiert, wo sie am 20. November 1942 ermordet wurde. Ihnen zum Gedenken wurde vom Künstler Gunter Demnig an ihrer langjährigen Wohnadresse Stolpersteine verlegt. Den Stolperstein für Hermann Simchowitz stiftete der heutige Bewohner des Hauses Boisseréestraße 3, Rolly Brings.

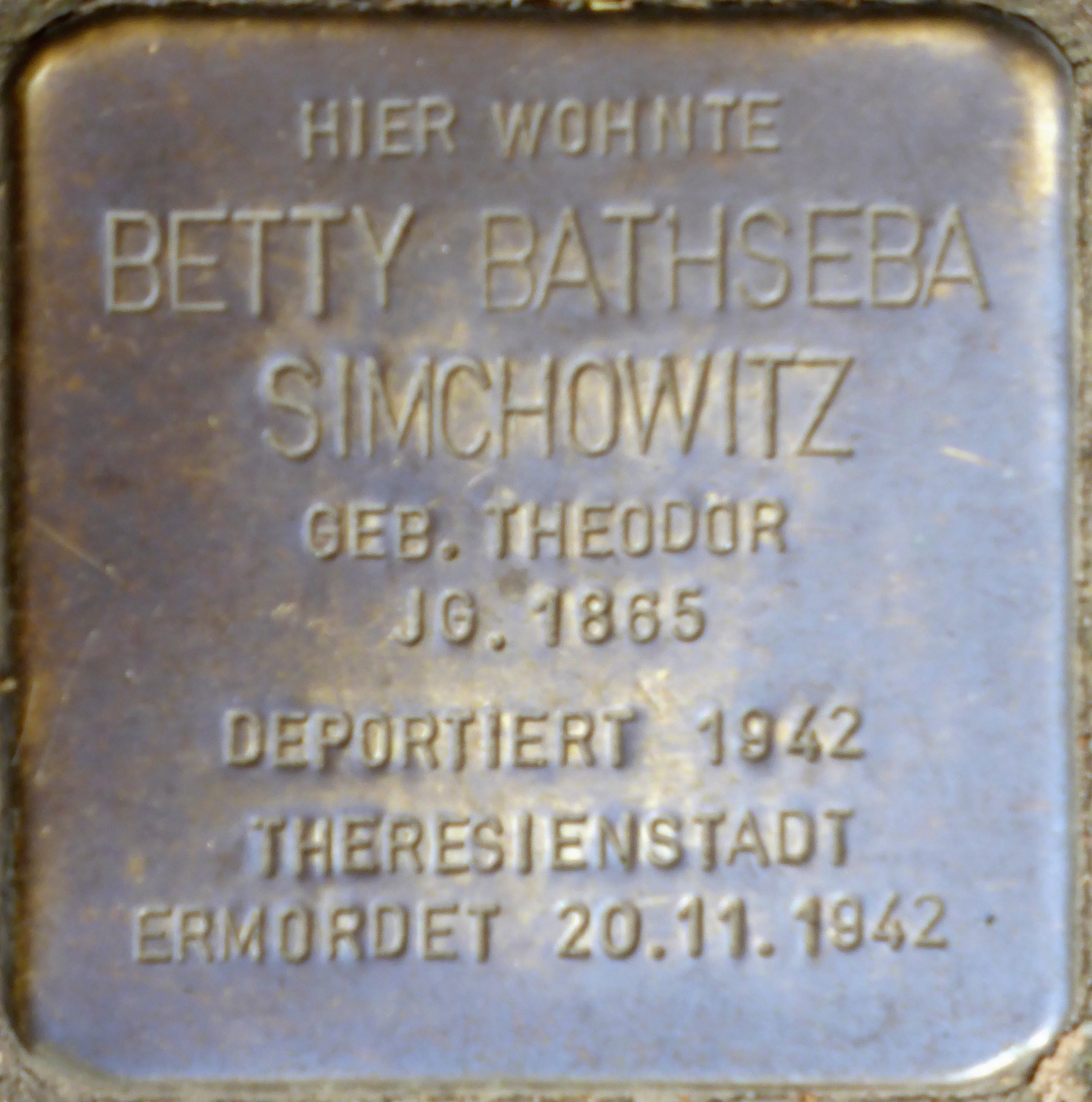
Stolperstein für Ehefrau Betty Bathseba Simchowitz
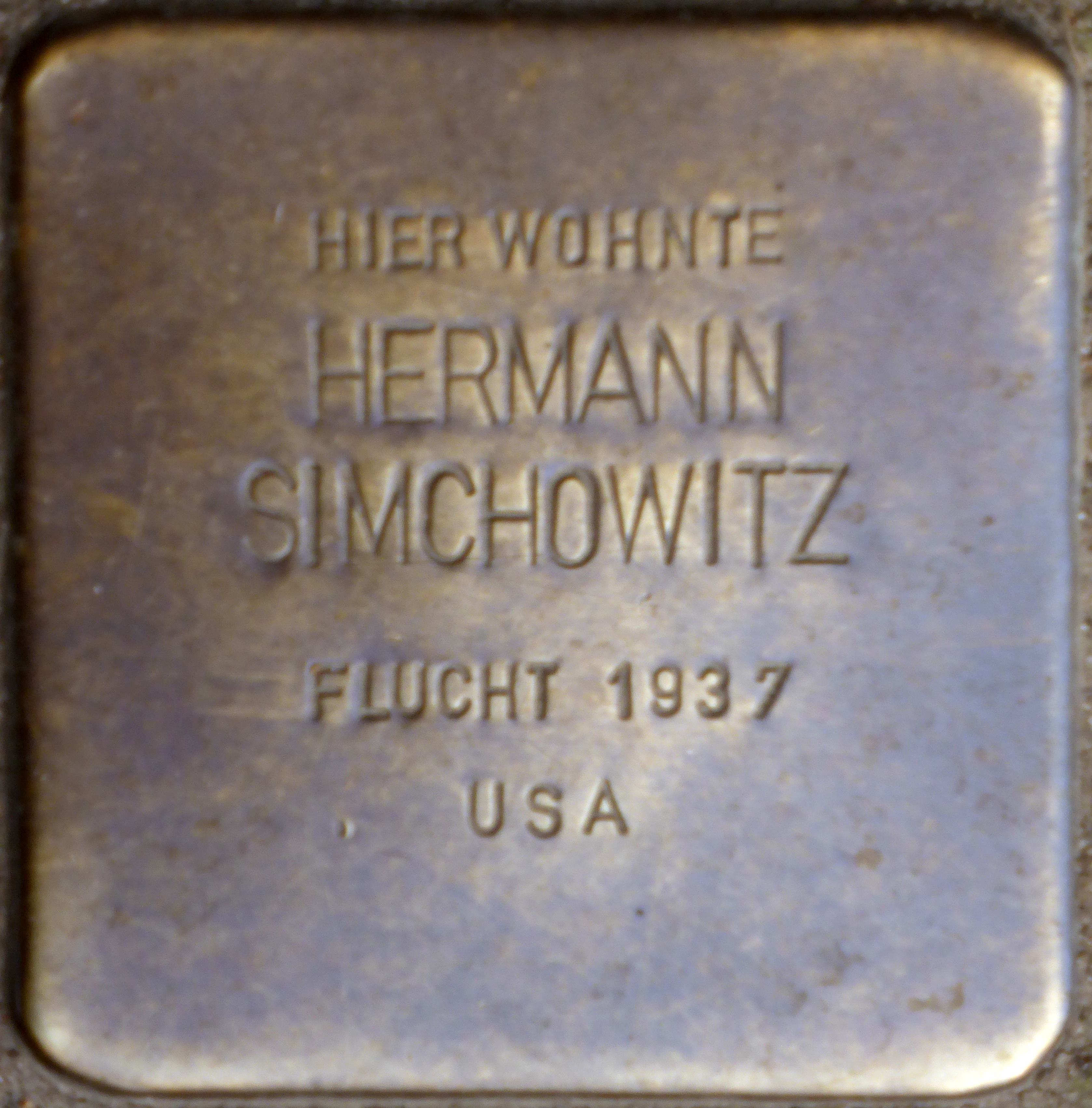
Stolperstein für Sohn Hermann Simchowitz
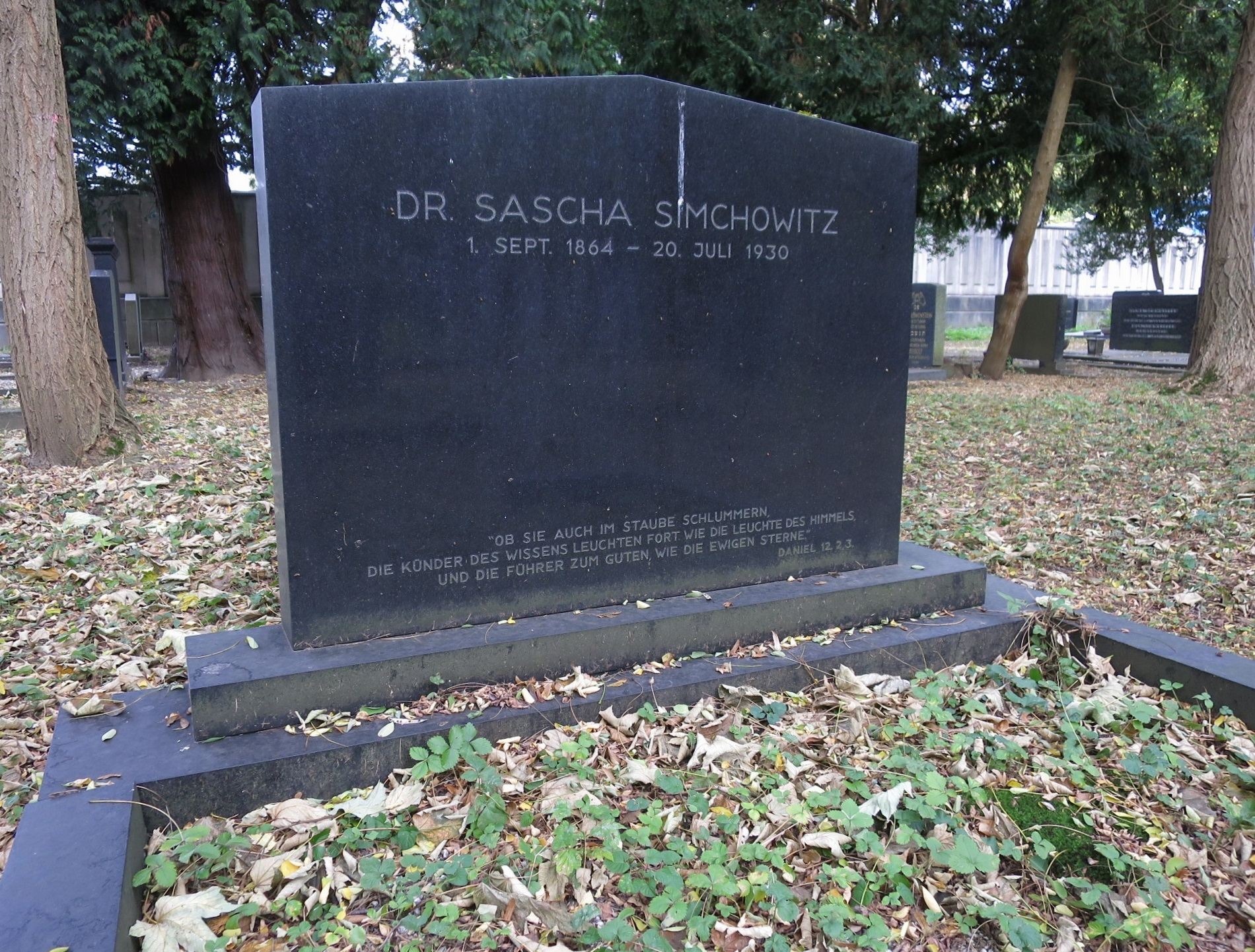
Sascha Simchowitz – Grab auf dem Jüdischen Friedhof Bocklemünd